# Rhipidia pulcherrima
Rhipidia pulcherrima là một loài ruồi trong họ Limoniidae. Chúng phân bố ở miền Australasia.